# Kim Young-sam
En aquest nom coreà, el cognom és Kim.

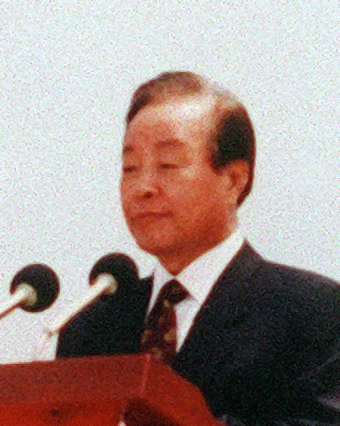
Kim Young-sam el 1996

Kim Young-sam (en hangul: 김영삼, en hanja: 金泳三) (Koje Do, 20 de desembre de 1927 - Seül, 22 de novembre de 2015) fou un polític sud-coreà que va ser el 7è president de Corea del Sud (1993 - 1998). Des de 1961, va ser un dels líders de l'oposició democràtica als règims autoritaris de Park Chung-hee i Chun Doo-hwan durant tres dècades.
Kim fou elegit el 1992 per un únic mandat de cinc anys, esdevenint el primer president no militar en 30 anys. La seva política es va centrar en una campanya massiva contra la corrupció, la detenció dels seus dos predecessors en el càrrec i una àmplia obertura a l'exterior. Era cristià presbiterià.